# Sarah Drew
Sarah White Drew (Stony Brook, Long Island; 1 de octubre de 1980) es una actriz y productora de televisión estadounidense, conocida por su papel como Hannah Rogers en Everwood (2004-2006) y como la Doctora April Kepner en Grey's Anatomy (2009-2018, 2021-2022).

## Biografía
Drew nació y creció en Stony Brook, Long Island, Nueva York donde asistió a la escuela Stony Brook. Es hija de  Charles Drew y Jeannie Drew, su padre es el pastor principal de la Iglesia Presbiteriana Emmanuel de Nueva York y su madre es doctora en Ciencias que ahora enseña biología en una escuela privada independiente para niñas en Manhattan. Su hermano Allen Drew, es pastor en la Iglesia Comunitaria Mt. Airy en Filadelfia y director de un grupo a capela en la escuela Germantown Friends. Su primo segundo es el actor Benjamin McKenzie. Se licenció en Arte Dramático por la Universidad de Virginia en 2002.

## Vida personal
El 17 de junio de 2002 Drew se casó con Peter Lanfer, un profesor de la Universidad de California en Los Ángeles. El 18 de enero de 2012 dio a luz al primer hijo de la pareja, un niño, al que llamaron Micah Emmanuel Lanfer. El 3 de diciembre de 2014 dio a luz al segundo hijo de la pareja, una niña, a la que llamaron Hannah Mali Rose Lanfer. Ella es cristiana. Actualmente reside en Los Ángeles con su familia.

## Carrera
En 1997, cuando aún estaba en la escuela preparatoria, Drew prestó su voz a la serie animada de televisión Daria, interpretando el personaje de Stacy Rowe. Además, interpretó el mismo personaje en las películas animadas de televisión Daria Is It Fall Yet? y Is It College Yet?
En 2001, Drew hizo su debut profesional como Juliet en Romeo and Juliet en el Teatro McCarter en Princeton, Nueva Jersey. Hizo su debut en Broadway en 2003 en Vicent en Brixton, que más tarde la llevó a West End de Londres. Hizo la transición a la televisión con un papel de estrella invitada en la serie Wonderfalls. Apareció en la función teatral de América Pasatime, como Katie Burrell, hija de un sargento en un campo de reubicación japonés. Apareció en el episodio 10 de la primera temporada de la serie GLEE llamado “Ballads”
El 15 de octubre de 2009 apareció por primera vez en la serie Grey's Anatomy. El cual abandono en 2019 interpretando a la doctora April Kepner el cual ha puesto su carrera a otro nivel

## Filmografía

### Televisión
| Año                  | Título                            | Papel                    | Notas                                                                                                  |
| -------------------- | --------------------------------- | ------------------------ | --- |
| 1997-2001            | Daria                             | Stacy Rowe               | Voz; 26 episodios                                                                                      |
| 2000                 | Is It Fall Yet?                   | Stacy Rowe               | Voz; Película para televisión                                                                          |
| 2002                 | Is It College Yet?                | Stacy Rowe               | Voz; Película para televisión                                                                          |
| 2004                 | Wonderfalls                       | Bianca Knowles           | Episodio: "Karma Chameleon"                                                                            |
| 2004-2006            | Everwood                          | Hannah Rogers            | 38 episodios                                                                                           |
| 2006                 | Caso Abierto                      | Jennifer "Jenny" Hawkins | Episodio: "Static"                                                                                     |
| 2007                 | Law & Order: Special Victims Unit | Becca Rice               | Episodio: "Responsible"                                                                                |
| 2007                 | Reinventing the Wheelers          | Becky Conner             | Película para televisión                                                                               |
| 2008                 | Medium                            | Suzie Keener             | Episodios "Wicked Game: Part 1" y "Wicked Game: Part 2"                                                |
| 2008                 | Privileged                        | Caryn                    | Episodio: "All About Insecurities"                                                                     |
| 2008                 | Front of the Class                | Nancy Lazarus            | Película para televisión                                                                               |
| 2008                 | Private Practice                  | Judy                     | Episodio: "Know When to Fold"                                                                          |
| 2008-2009            | Mad Men                           | Kitty Romano             | 4 episodios                                                                                            |
| 2009                 | Private Practice                  | Judy                     | Episodio: "Nothing to Fear"                                                                            |
| 2009                 | Inside the Box                    | Molly                    | Episodio piloto                                                                                        |
| 2009                 | Castle                            | Chloe Richardson         | Episodio: "Nanny McDead"                                                                               |
| 2009                 | Numb3rs                           | Piper St. John           | Episodio: "Angels and Devils"                                                                          |
| 2009                 | In Plain Sight                    | Rachel Rosenzweig        | Episodio: "Aguna Matatala"                                                                             |
| 2009                 | Glee                              | Suzy Pepper              | Episodio: "Ballad"                                                                                     |
| 2009-2018, 2021-2022 | Grey's Anatomy                    | Dra. April Kepner        | Recurrente (Temporada 6) Principal (Temporada 7-14) Invitada especial (Temporada 17-18): 204 episodios |
| 2010                 | Supernatural                      | Nora                     | Episodio: "Swap Meat"                                                                                  |
| 2010                 | Miami Medical                     | Emily                    | Episodio: "What Lies Beneath"                                                                          |
| 2010                 | Seattle Grace: Message of Hope    | Dra. April Kepner        | |
| 2018                 | Christmas Pen Pals                | Hannah Morris            | Película para televisión                                                                               |
| 2020                 | Christmas in Vienna               | Jess Waters              | Película para televisión                                                                               |
| 2021                 | Cruel Summer                      | Cindy Turner             | Recurrente                                                                                             |
| 2021                 | One Summer                        | Jenna Fontaine           | Película para televisión                                                                               |
| 2022                 | Amber Brown                       | Sarah Brown              | Rol principal                                                                                          |
| 2022                 | Stolen by Their Father            | Lizbeth Meredith         | Película para televisión                                                                               |
| 2022                 | Reindeer Games Homecoming         | MacKenzie Graves         | Película para televisión                                                                               |

### Cine
| Año  | Título           | Papel          | Notas                |
| ---- | ---------------- | -------------- | -------------------- |
| 2003 | Radio            | Mary Helen     |                      |
| 2005 | The Baxter       | Serena         |                      |
| 2006 | Locked Upstairs  | Jo             | Cortometraje         |
| 2007 | American Pastime | Katie Burrell  |                      |
| 2007 | The Violin       | Judit          | Cortometraje         |
| 2008 | Wieners          | Karen          |                      |
| 2010 | Tug              | Ariel          |                      |
| 2014 | Moms' Night Out  | Allyson        |                      |
| 2018 | Indivisible      | Heather Turner | Productora Ejecutiva |